# The curiosity of Chance
The Curiosity of Chance (en español La curiosidad de Chance) es una película del año 2006, escrita y dirigida por Russell P. Marleau y protagonizada por Tad Hilgenbrink y Brett Chukerman.

La película es una parodia de las películas de amor adolescente de los años 80'.
La historia se desarrolla en Europa en la década de 1980. Chance Marquis es un adolescente excéntrico y homosexual que llega a un nuevo colegio donde conoce, a través del periódico escolar, a un fotógrafo introvertido y, jugando al tenis, a una chica un tanto agresiva, al mismo tiempo que intenta huir del acoso escolar homofóbico que sufre debido a su orientación sexual.

Es una coproducción belga-estadounidense filmada en Amberes, Bélgica, cuya productora es Bigfoot Entertainment y cuenta con la participación de Tad Hilgenbrink, Brett Chukerman, Aldevina Da Silva y Pieter Van Nieuwenhuyze.

## Argumento
En algún lugar de Europa, en algún momento de la década de 1980, Chance Marquis (Tad Hilgenbrink), un joven excéntrico de 16 años, es transferido a la escuela secundaria Bricklan International, siendo ésta su cuarta escuela en cuatro años, y su primera vez en Europa. Aparece en dicha escuela vestido con un sombrero de copa alta y un frac, atrayendo inmediatamente la atención de los homófobos, entre ellos, Brad Harden (Maxim Maes), un deportista de su escuela al que le gusta intimidar. A través de su participación, involuntaria, en el periódico escolar, conoce a fotógrafo introvertido, llamado Hank Hudson (Pieter Van Nieuwenhuyze), quien carga siempre con él un misterioso maletín; durante la práctica de tenis, se hace amigo de una chica un tanto agresiva, llamada Twyla Tiller (Aldevina Da Silva). Ambos, Twyla y Hank, serán sus compañeros inseparables a lo largo de todo el año.

Cuando vuelve a su casa descubre al deportista de al lado, Levi Sparks (Brett Chukerman), con quien tendrá una fantasía erótica en la que Levi hace un striptease para él; además, entre ambos nacerá una relación de amistad, que termina debido al grupo de amigos de Levi, entre ellos Brad.

Su relación con su padre, Señor (Chris Mulkey), es más bien tensa y muy formal, debido a que, según palabras de Chance, no ve ese brillo en los ojos de orgullo en su padre cuando lo mira a él, a diferencia de cuanto este ve a su hermana, Siena Marquis (Colleen Cameron); además, el padre de ambos, Señor, maneja su casa como si fuera un campo militar.

La película sigue a Chance a través de un año en la escuela secundaria: con sus dramas, logros y travesuras, incluyendo las huidas a escondidas a un bar drag, en donde, debido más que todo al azar, comienza a explorar un nuevo mundo haciendo presentaciones como drag queen.

Los temas relevantes a lo largo de toda la película incluyen enfrentar sus miedos a medida que alcanza la vida adulta, las barreras que la gente pone y comenzar a afrontar la vida.

Chance pretende ser fuerte con una actitud despreocupada, pero cuando sus fotos vestido de mujer circulan por toda la escuela (debido a un error cometido por Hank, que se las muestra a Toni Durazo (Joyce Berx), la novia de Brad), Chance deberá enfrentarse con su propia filosofía de permanecer fiel a sí mismo.

Asimismo, luego de enfrentarse a las cosas, Chance se unirá al grupo de Levi, después de que éste acudiera a pedirle perdón, en donde será el vocalista. Juntos, y sin Brad (el antiguo baterista del grupo), se presentan en la 7th annual Batle of the High School Band (Séptima Batalla Anual de Bandas de Escuelas Secundarias).

Al día siguiente, se enteran de la expulsión de Brad debido a que consumía esteroides. Luego de una corta charla con Twyla (en donde le recuerda que están contratados para cantar en la boda de su prima) y con Hank (quien intenta mostrarle qué hay en su maletín, pero Chance lo convence de lo contrario diciéndole que la subdirectora Ophelia Smelker (Magali Uytterhaegen) lo haría decir todo. Según Chance, no tendría gracia si todo se supiera), Chance se encuentra con Levi frente a la puerta de la escuela, y se besan.

La película culmina con Chance asegurando que de la escuela secundaria se saca el mejor provecho.

## Reparto
| Actor                   | Personaje       | Descripción |
| ----------------------- | --------------- | --- |
| Tad Hilgenbrink         | Chance Marquis  | Personaje principal de la película. Es un joven de 16 años, excéntrico, que llega a un nuevo colegio y deberá enfrentarse al acoso escolar que sufre por ser homosexual.                            |
| Brett Chukerman         | Levi Sparks     | Es un deportista que vive al lado de Chance, con quien tendrá un relación de amistad, que posteriormente se transformará en algo más. Su padre quiere controlar su vida y no quiere que sea músico. |
| Aldevina Da Silva       | Twyla Tiller    | Es una chica un tanto agresiva, se vuelve amiga de Chance al encontrase con éste jugando al tenis. Desde allí, ambos se vuelven amigos incondicionales.                                             |
| Pieter Van Nieuwenhuyze | Hank Hudson     | Es el fotógrafo del periódico escolar. Es introvertido y conoce a Chance al ser éste forzado a realizar un reportaje, junto con Twyla, lo acompañará en todas sus aventuras.                        |
| Chris Mulkey            | Señor           | Padre de Chance. Es un militar estricto que no acepta del todo la orientación de su hijo, incluso, según palabras de Chance, no se siente orgulloso de él.                                          |
| Maxim Maes              | Brad Harden     | Es un deportista de la escuela, le gusta intimidar a todos y nadie puede hablarle al menos que él lo haga primero. Es expulsado por consumir esteroides.                                            |
| Colleen Cameron         | Sienna Marquis  | Hermana de Chance. En su casa es la única que lo comprende, después de su madre muerta. Es buena estudiante.                                                                                        |
| Magali Uytterhaegen     | Ophelia Smelker | Subdirectora de la escuela. Huele muy mal y a lo largo de la película intenta descubrir qué tiene Hank en su maletín.                                                                               |

## Curiosidades
- En el minuto 04:00, los casilleros del colegio son de color rojo; más tarde, en el minuto 40:00, los casilleros son de color amarillo y azul.
- Aproximadamente en el minuto 11:00, la subdirectora, Ophelia Smelker, dice que Chance había tenido episodios de supuesta comunicación con artistas muertos, como Rosemary Clooney, Dionne Warwick y Ethel Merman; sin embargo, la película tiene lugar en la década de 1980, por lo tanto el único cantante que podría estar muerto, debido a que no se especifica año, es Ethel Merman (m. 1984). Rosemary Clooney murió en el año 2002, y Dionne Warwick aún sigue con vida.
- Al conducir para llegar a la sesión de fotos, entre otros coches, pasa un Ford Focus y un Ford Ka en sentido contrario, vehículos que, antes de 1998 y 1996 respectivamente, no existían.
- La película comenzó como un experimento en forma de guion creado por Russell P. Marleau. Este experimento tenía el propósito de crear una comedia de adolescentes, hacer un homenaje a éstas y utilizar a un joven homosexual, pero que cuya historia no dependiera de las relaciones sexuales. La mezcla de estos temas debía convertirse en una historia sobre la salida del armario, pero sin la angustia de dicho proceso. Para esto, el personaje de Chance fue creado como un homosexual ya declarado, hacia su viaje de aceptación social.
- Poco antes de que la banda de Chance y Levi salga a tocar, Twyla comenta que un invento útil serían los teléfonos portátiles.

## Premios
| Año  | Resultado | Premio                                         | Categoría                                         |
| ---- | --------- | ---------------------------------------------- | ------------------------------------------------- |
| 2007 | Ganador   | The Chicago LGBT International Film Festival   | Mejor película                                    |
| 2006 | Ganador   | Seattle Lesbian & Gay Film Festival            | Mejor director nuevo                              |
| 2007 | Ganador   | Festival de Cine de Nashville                  | Mejor música                                      |
| 2007 | Ganador   | Festival Internacional de Cine de Palm Springs | Lo mejor del festival, según audiencia y críticos |